# Siliquofera grandis
Siliquofera grandis je vrsta kobilic iz družine pravih cvrčalk, razširjena po deževnih gozdovih Nove Gvineje in bližnjih manjših otokov Jugovzhodne Azije oziroma Oceanije. Uvrščamo jo v samostojen rod Siliquofera. Znana je zlasti kot ena največjih dolgotipalčnic na svetu.

## Opis
Ima varovalno zeleno obarvanost in tudi po obliki posnema velik list, zato se dobro zlije z okolico v drevesnih krošnjah tropskih gozdov, kjer živi. Odrasli zrastejo 10,7–13 cm v dolžino (brez kril) in merijo čez krila 25–27 cm, tehtajo pa tudi več kot 30 g. Samice so nekoliko večje od samcev. Poleg velikosti so prepoznavne zlasti po velikem hrbtnem ščitku (pronotumu), ki ima nazobčan vzdolžen greben na vsaki strani.
Njihov stridulatorni aparat se nahaja na trebušni strani oprsja, ob prvih členih (koksah) nog. To je značilnost poddružine Phyllophorinae, po katerih se ta razlikuje od ostalih pravih cvrčalk, ki stridulirajo s krili. Poleg tega proizvajajo zvok in vibracije tudi z brenčanjem s krili. Zvok, ki nastane, je razmeroma glasen, uporabljajo ga tako za sporazumevanje z drugimi predstavniki iste vrste kot za plašenje naravnih sovražnikov, kadar jih kaj zagrabi.

## Življenjski krog in ekologija
Samica lahko v življenju izleže do 400 podolgovatih, 14 mm dolgih in 3 mm širokih jajčec. Z leglico jih odloži v prst. Po nekaj mesecih se izležejo nimfe, ki so podobne odraslim, vendar zaradi manjše velikosti in nerazvitosti kril zgledajo bolj čokate. Po nekaj mesecih odrastejo in lahko živijo več kot eno leto.
So izključno rastlinojede. O njihovi prehrani v naravi ni veliko podatkov, v ujetništvu pa jedo liste različnih rastlin, kot so robide, vrtnice, hrasti, fige in regrati. Poleg tega jedo tudi razno zelenjavo in sadje, od jabolk in korenja do kumar.
Glavni del območja razširjenosti je Nova Gvineja, kjer so sodeč po številu primerkov v raznih zooloških zbirkah številčne. Našli so jih tudi v odmaknjenih priobalnih predelih polotoka Cape York na severu Avstralije, kjer pa so redke.